# Record di nuoto ai Giochi del Mediterraneo
La seguente è una lista dei tempi più veloci mai nuotati nelle varie edizioni dei Giochi del Mediterraneo. Le competizioni si svolgono in vasca lunga (50 m).
(Dati aggiornati all'edizione di Tarragona 2018)

## Vasca lunga (50m)

### Uomini
| Gara                     | Tempo    | + | Atleta | Nazionalità | Data           | Edizione | Luogo           | Ref   |
| ------------------------ | -------- | - | --- | ----------- | -------------- | -------- | --------------- | ----- |
| Stile libero             |          |   | |             |                |          |                 |       |
| 50 m                     | 21"17    |   | Frédérick Bousquet                                                                                          | Francia     | 28 giugno 2009 | XVI      | Pescara, Italia |       |
| 100 m                    | 47"83    |   | Alain Bernard                                                                                               | Francia     | 29 giugno 2009 | XVI      | Pescara, Italia |       |
| 200 m                    | 1'46"44  |   | Oussama Mellouli                                                                                            | Tunisia     | 30 giugno 2009 | XVI      | Pescara, Italia |       |
| 400 m                    | 3'42"71  |   | Oussama Mellouli                                                                                            | Tunisia     | 27 giugno 2009 | XVI      | Pescara, Italia |       |
| 1500 m                   | 14'38"01 |   | Oussama Mellouli                                                                                            | Tunisia     | 1º luglio 2009 | XVI      | Pescara, Italia |       |
| Dorso                    |          |   | |             |                |          |                 |       |
| 50 m                     | 24"73    |   | Aschwin Wildeboer                                                                                           | Spagna      | 27 giugno 2009 | XVI      | Pescara, Italia |       |
| 100 m                    | 52"38    | s | Aschwin Wildeboer                                                                                           | Spagna      | 1º luglio 2009 | XVI      | Pescara, Italia |       |
| 200 m                    | 1'54"96  |   | Aschwin Wildeboer                                                                                           | Spagna      | 28 giugno 2009 | XVI      | Pescara, Italia |       |
| Rana                     |          |   | |             |                |          |                 |       |
| 50 m                     | 26"97    |   | Fabio Scozzoli                                                                                              | Italia      | 2 luglio 2022  | XIX      | Orano, Algeria  |       |
| 100 m                    | 1'00"03  |   | Berkay Ömer Öğretir                                                                                         | Turchia     | 5 luglio 2022  | XIX      | Orano, Algeria  |       |
| 200 m                    | 2'09"69  |   | Melquíades Caraballo                                                                                        | Spagna      | 29 giugno 2009 | XVI      | Pescara, Italia |       |
| Farfalla                 |          |   | |             |                |          |                 |       |
| 50 m                     | 23"38    |   | Diogo Ribeiro                                                                                               | Portogallo  | 1 luglio 2022  | XIX      | Orano, Algeria  | [ 1 ] |
| 100 m                    | 51"66    |   | Matteo Rivolta                                                                                              | Italia      | 5 luglio 2022  | XIX      | Orano, Algeria  |       |
| 200 m                    | 1'56"19  |   | Velimir Stjepanović                                                                                         | Serbia      | 25 giugno 2013 | XVII     | Mersin, Turchia | [ 2 ] |
| Misti                    |          |   | |             |                |          |                 |       |
| 200 m                    | 1'58"38  |   | Oussama Mellouli                                                                                            | Tunisia     | 27 giugno 2009 | XVI      | Pescara, Italia |       |
| 400 m                    | 4'10"53  |   | Oussama Mellouli                                                                                            | Tunisia     | 29 giugno 2009 | XVI      | Pescara, Italia |       |
| Staffette a stile libero |          |   | |             |                |          |                 |       |
| 4x100 m                  | 3'12"03  |   | Frédérick Bousquet (48"30) William Meynard (48"35) Amaury Leveaux (47"76) Alain Bernard (47"62)             | Francia     | 28 giugno 2009 | XVI      | Pescara, Italia |       |
| 4x200 m                  | 7'09"44  |   | Emiliano Brembilla (1'47"90) Marco Belotti (1'47"05) Gianluca Maglia (1'46"41) Filippo Magnini (1'48"08)    | Italia      | 29 giugno 2009 | XVI      | Pescara, Italia |       |
| Staffetta mista          |          |   | |             |                |          |                 |       |
| 4x100 m                  | 3'34"22  |   | Aschwin Wildeboer (52"38) Melquíades Caraballo (1'00"58) Alex Villaecija Garcia (51"51) José Alonso (49"75) | Spagna      | 1º luglio 2009 | XVI      | Pescara, Italia |       |

Legenda:  - Record del mondo

Record non ottenuti in finale: (b) - batteria; (sf) - semifinale; (s) - staffetta prima frazione.

### Donne
| Gara                     | Tempo   | + | Atleta | Nazionalità          | Data           | Edizione | Luogo             | Ref    |
| ------------------------ | ------- | - | --- | -------------------- | -------------- | -------- | ----------------- | ------ |
| Stile libero             |         |   | |                      |                |          |                   |        |
| 50 m                     | 24"83   |   | Farida Osman                                                                                               | Egitto               | 25 giugno 2018 | XVIII    | Tarragona, Spagna | [ 3 ]  |
| 100 m                    | 54"36   |   | Kalia Antoniou                                                                                             | Cipro                | 3 luglio 2022  | XIX      | Orano, Algeria    |        |
| 200 m                    | 1'56"68 |   | Janja Šegel                                                                                                | Slovenia             | 2 luglio 2022  | XIX      | Orano, Algeria    |        |
| 400 m                    | 4'00"41 |   | Federica Pellegrini                                                                                        | Italia               | 27 giugno 2009 | XVI      | Pescara, Italia   |        |
| 800 m                    | 8'20"78 |   | Alessia Filippi                                                                                            | Italia               | 30 giugno 2009 | XVI      | Pescara, Italia   |        |
| Dorso                    |         |   | |                      |                |          |                   |        |
| 50 m                     | 28"33   |   | Silvia Scalia                                                                                              | Italia               | 23 giugno 2018 | XVIII    | Tarragona, Spagna | [ 4 ]  |
| 100 m                    | 1'00"54 | s | Margherita Panziera                                                                                        | Italia               | 25 giugno 2018 | XVIII    | Tarragona, Spagna | [ 5 ]  |
| 200 m                    | 2'08"03 |   | Alessia Filippi                                                                                            | Italia               | 28 giugno 2009 | XVI      | Pescara, Italia   |        |
| Rana                     |         |   | |                      |                |          |                   |        |
| 50 m                     | 30"87   |   | Lisa Angiolini                                                                                             | Italia               | 4 luglio 2022  | XIX      | Orano, Algeria    |        |
| 100 m                    | 1'07"19 |   | Jessica Vall                                                                                               | Spagna               | 24 giugno 2018 | XVIII    | Tarragona, Spagna | [ 6 ]  |
| 200 m                    | 2'25"22 |   | Jessica Vall                                                                                               | Spagna               | 23 giugno 2018 | XVIII    | Tarragona, Spagna | [ 7 ]  |
| Farfalla                 |         |   | |                      |                |          |                   |        |
| 50 m                     | 25"48   |   | Farida Osman                                                                                               | Egitto               | 24 giugno 2018 | XVIII    | Tarragona, Spagna | [ 8 ]  |
| 100 m                    | 57"55   |   | Lana Pudar                                                                                                 | Bosnia ed Erzegovina | 4 luglio 2022  | XIX      | Orano, Algeria    |        |
| 200 m                    | 2'06"89 |   | Caterina Giacchetti                                                                                        | Italia               | 1º luglio 2009 | XVI      | Pescara, Italia   |        |
| Misti                    |         |   | |                      |                |          |                   |        |
| 200 m                    | 2'10"36 |   | Camille Muffat                                                                                             | Francia              | 27 giugno 2009 | XVI      | Pescara, Italia   |        |
| 400 m                    | 4'39"42 |   | Catalina Corró                                                                                             | Spagna               | 23 giugno 2018 | XVIII    | Tarragona, Spagna | [ 9 ]  |
| Staffette a stile libero |         |   | |                      |                |          |                   |        |
| 4x100 m                  | 3'38"52 |   | Janja Šegel (54"26) Neža Klančar (54"07) Katja Fain (54"82) Tjaša Pintar (55"37)                           | Slovenia             | 5 luglio 2022  | XIX      | Orano, Algeria    | [ 10 ] |
| 4x200 m                  | 7'56"69 |   | Flavia Zoccari (1'59"46) Erica Buratto (1'59"36) Alice Carpanese (1'59"41) Alessia Filippi (1'58"46)       | Italia               | 30 giugno 2009 | XVI      | Pescara, Italia   |        |
| Staffetta mista          |         |   | |                      |                |          |                   |        |
| 4x100 m                  | 3'58"27 |   | Margherita Panziera (1'00"54) Arianna Castiglioni (1'06"14) Elena Di Liddo (57"05) Erika Ferraioli (54"54) | Italia               | 25 giugno 2018 | XVIII    | Tarragona, Spagna | [ 11 ] |

Legenda:  - Record del mondo

Record non ottenuti in finale: (b) - batteria; (sf) - semifinale; (s) - staffetta prima frazione.

## Nuoto di fondo[12]

### Uomini
| Gara  | Tempo    | Atleta         | Nazionalità | Data        | Edizione | Luogo        |
| ----- | -------- | -------------- | ----------- | ----------- | -------- | ------------ |
| 15 km | 3:09'15" | Stephane Lecat | Francia     | giugno 1997 | XIII     | Bari, Italia |

### Donne
| Gara  | Tempo    | Atleta           | Nazionalità | Data        | Edizione | Luogo        |
| ----- | -------- | ---------------- | ----------- | ----------- | -------- | ------------ |
| 15 km | 3:17'27" | Valeria Casprini | Italia      | giugno 1997 | XIII     | Bari, Italia |